# Богомолово (Лисковський район)
Богомолово (рос. Богомолово) — присілок в Лисковському районі Нижньогородської області Російської Федерації.
Населення становить 156 осіб. Входить до складу муніципального утворення Кириковська сільрада.

## Історія
Від 2009 року входить до складу муніципального утворення Кириковська сільрада.

## Населення
| 2002 | 2010 |
| ---- | ---- |
| 158  | ↘156 |